# انتخابات مجلس شورای اسلامی (۱۳۹۵–۱۳۹۴)
انتخابات دهمین دوره مجلس شورای اسلامی در دو دور در تاریخ ۷ اسفند ۱۳۹۴ و ۱۰ اردیبهشت ۱۳۹۵ برای تعیین ۲۹۰ کرسی دوره دهم مجلس شورای اسلامی برگزار شد.
مرحلهٔ نخست این انتخابات هم‌زمان با انتخابات پنجمین دورهٔ مجلس خبرگان رهبری بود.
جناح‌های مختلف کشور در این انتخابات حضوری فعال داشتند. جناح اصلاح طلبان و جناح اصول‌گرا توانستند بخش قابل توجهی از کرسی‌های مجلس دهم را تصاحب کنند و در نهایت لیست امید با ۱۲۲ کرسی اکثریت نسبی مجلس دهم را در مرحله اول و دوم انتخابات بدست آورد. از نظر گرایش سیاسی نیز اصلاح طلبان و اعتدالگرایان با کسب ۱۳۷ کرسی در مقابل ۱۲۰ کرسی اصولگرایان اکثریت نسبی مجلس دهم را از آن خود نمودند.

## برگزاری
دور نخست این انتخابات در تاریخ ۷ اسفند ۱۳۹۴ در سراسر ایران و برگزار شد.
پیش از این وزارت کشور ایران که مسئول برگزاری انتخابات است اعلام کرده‌بود: هزینهٔ برگزاری این انتخابات را ۱۶۰ هزار سکهٔ نقره پیش‌بینی می‌کند. و توسط ۹۶۰ هزار نفر عامل اجرایی برگزار می‌شود.

### تغییر قانون انتخابات
پیشنهاد تغییر قانون انتخابات مجلس شورای اسلامی که به تصویب مجلس رسیده بود، به تأیید شورای نگهبان نرسید.

### نام‌نویسی نامزدان
نام‌نویسی نامزدان از ۲۸ آذر به مدت یک هفته انجام شد. بسیاری از کسانی که سمت کشوری و لشکری دارند حق نام‌نویسی در انتخابات را نداشتند.

### مشارکت
براساس اعلام وزارت کشور، ۶۲٪ از واجدین شرایط در کل کشور در این انتخابات شرکت کردند. این رقم در تهران ۵۰٪ بوده‌است.

## نامزدان و فهرست‌ها
حدود ۱۲٬۰۰۰ نفر در این انتخابات نام نوشتند که حدود ۴۰٪ از آن‌ها تأیید صلاحیت شدند. در میان افرادی که صلاحیتشان تأیید نشد، چند تن از نمایندگان مجلس نهم و برخی از چهره‌های مشهور سیاسی حضور داشتند، که می‌توان به عنوان نمونه از حمید رسایی، کمال‌الدین پیرمؤذن، مصطفی معین و محسن مهرعلیزاده نام برد.
در سراسر کشور سه فهرست اصلی ارائه شد.
اصولگرایان که اکثریت قاطع مجلس نهم را در دست داشتند با فهرست «ائتلاف بزرگ اصولگرایان» به رهبری غلامعلی حداد عادل به میدان آمدند. البته نام برخی از اصولگرایان درون این فهرست قرار نگرفت.
اصلاح طلبان و اعتدالگرایان (حامیان دولت تدبیر و امید) به رهبری محمد رضا عارف با حمایت هاشمی رفسنجانی، حسن روحانی، حسن خمینی و سید محمد خاتمی با «فهرستی با عنوان لیست امید» پا به عرصه رقابت‌ها گذاشتند. صدای ملت نیز با رهبری علی مطهری در کشور فهرستی جداگانه داد.

## نتیجه
در دور اول هیچ‌کدام از لیست‌ها نتوانستند اکثریت مطلق را بدست آورند.
در دور دوم لیست امید با ۱۲۲ کرسی اکثریت نسبی مجلس دهم را بدست آورد. اصلاح طلبان و اعتدالگرایان نیز با کسب ۱۳۷ کرسی در مقابل ۱۲۰ کرسی اصولگرایان اکثریت نسبی مجلس دهم را از آن خود نمودند.
در حوزه انتخابیه تهران، شمیرانات، ری و اسلامشهر اصلاح‌طلبان و حامیان دولت هر سی کرسی را تصاحب کردند.
در نتیجهٔ این انتخابات، شماری از نمایندگان عالی رتبهٔ مجلس نهم و محافظه کاران مشهوری همچون محمدحسن ابوترابی فرد نایب رئیس مجلس نهم؛ مهرداد بذرپاش عضو هیئت رئیسه مجلس نهم؛ غلامعلی حداد عادل رهبر ائتلاف بزرگ اصولگرایان و مرتضی آقاتهرانی دبیرکل جبهه پایداری همگی از ورود به مجلس دهم بازماندند. از ۱۲ عضو هیئت رئیسه مجلس نهم، ۵ نفر در دور اول مستقیماً به مجلس دهم وارد شدند و دو نفر نیز به دور دوم راه یافتند.
سهم فهرست‌ها در ۲۹۰ کرسی مجلس
سهم گرایش‌ها در ۲۹۰ کرسی مجلس
| فهرست | فهرست                   | گرایش                    | کرسی      | کرسی       | کرسی       | کرسی       | کرسی       | کرسی       | درصد       |
| فهرست | فهرست                   | گرایش                    | دور ۱     | دور ۱      | دور ۲      | دور ۲      | مجموع      | مجموع      | درصد       |
| فهرست | فهرست                   | گرایش                    | کل        | ویژه       | کل         | ویژه       | کل         | ویژه       | درصد       |
| --- | ----------------------- | ------------------------ | --------- | ---------- | ---------- | ---------- | ---------- | ---------- | ---------- |
| | فهرست امید              | اصلاح طلبان اعتدالگرایان | ۸۶        | ۸۳         | ۴۰         | ۴۰         | ۱۲۶        | ۱۲۳        | ۴۲٫۴۱٪     |
| | ائتلاف بزرگ اصولگرایان  | اصولگرایان               | ۶۸        | ۷۵         | ۱۸         | ۱۸         | ۸۶         | ۹۳         | ۳۲٫۰۷٪     |
| | معتمدین انقلابی اصولگرا | اصولگرایان               | ۶۶        | ۷۵         | ۱۱         | ۱۸         | ۷۷         | ۹۳         | ۳۲٫۰۷٪     |
| | حزب اعتدال و توسعه      | همهٔ جناح‌ها               | ۸۶        | ۲۸         | ۳۸         |            | ۱۲۴        |            |            |
| | صدای ملت                | همهٔ جناح‌ها               | ۴۰        | ۲۸         | ۷          | ۴۷         |            |            |            |
| | جبههٔ تدبیر و توسعه      | همهٔ جناح‌ها               | ۷۶        | ۲۸         | ۴۶         | ۱۲۲        |            |            |            |
| | جبههٔ اعتدال             | همهٔ جناح‌ها               | ۲۸        | ۲۸         | ۱۴         | ۴۲         |            |            |            |
| | جبههٔ اعتدالگرایان       | همهٔ جناح‌ها               |           | ۲۸         | ۴۳         |            |            |            |            |
| | دیگران                  | همهٔ جناح‌ها               | ۳۰        | ۳۰         | ۳          | ۳          | ۳۳         | ۳۳         | ۱۱٫۳۸٪     |
| | اقلیت‌ها                 | مستقل                    | ۵         | ۵          | ۰          | ۰          | ۵          | ۵          | ۱٫۷٪       |
| مجموع کرسی‌های مجلس | مجموع کرسی‌های مجلس      | مجموع کرسی‌های مجلس       | ۲۲۱       | ۲۲۱        | ۶۹         | ۶۹         | ۲۹۰        | ۲۹۰        | ۱۰۰٪       |
| حوزه‌های ابطال‌شده | حوزه‌های ابطال‌شده        | حوزه‌های ابطال‌شده         | ۱+۲       | ۱+۲        | ۲          | ۲          | ۳+۲        | ۳+۲        | ۱٫۳۴٪      |
| مجموع | مجموع                   | مجموع                    | ۲۲۰       | ۲۲۰        | ۶۷         | ۶۷         | ۲۸۷        | ۲۸۷        | ۹۸٫۹۷٪     |
| آمار کل |                         |                          |           |            |            |            |            |            |            |
| آمار کل | آمار کل                 | آمار کل                  | آمار کل   | دور نخست   | دور نخست   | دور نخست   | دور دوم    | دور دوم    | دور دوم    |
| رای | رای                     | رای                      | رای       | ۳۳٬۹۵۶٬۶۵۱ | ۳۳٬۹۵۶٬۶۵۱ | ۳۳٬۹۵۶٬۶۵۱ | ۵٬۹۰۱٬۲۹۷  | ۵٬۹۰۱٬۲۹۷  | ۵٬۹۰۱٬۲۹۷  |
| رای درست | رای درست                | رای درست                 | رای درست  | ۳۲٬۲۸۹٬۰۴۹ | ۳۲٬۲۸۹٬۰۴۹ | ۳۲٬۲۸۹٬۰۴۹ | ۵٬۷۷۷٬۰۲۷  | ۵٬۷۷۷٬۰۲۷  | ۵٬۷۷۷٬۰۲۷  |
| رای باطله | رای باطله               | رای باطله                | رای باطله | ۱٬۶۶۷٬۶۰۲  | ۱٬۶۶۷٬۶۰۲  | ۱٬۶۶۷٬۶۰۲  | ۱۲۴٬۲۷۰    | ۱۲۴٬۲۷۰    | ۱۲۴٬۲۷۰    |
| واجدان | واجدان                  | واجدان                   | واجدان    | ۵۴٬۹۱۵٬۰۲۴ | ۵۴٬۹۱۵٬۰۲۴ | ۵۴٬۹۱۵٬۰۲۴ | ۱۷٬۶۲۶٬۳۳۵ | ۱۷٬۶۲۶٬۳۳۵ | ۱۷٬۶۲۶٬۳۳۵ |
| مشارکت | مشارکت                  | مشارکت                   | مشارکت    | ۶۱٫۸۳٪     | ۶۱٫۸۳٪     | ۶۱٫۸۳٪     | ۳۳٫۴۸٪     | ۳۳٫۴۸٪     | ۳۳٫۴۸٪     |
| منبع: مشارکت: واجدان دور نخست، مشارکت دور نخست، مشارکت دور دوم دور نخست: فهرست‌ها: ائتلاف اصولگرایان(در خبرگزاری‌ها ۷۸ نفر منسوب به فهرست اصولگرایان مطرح شده‌است، ولی طبق تطبیق فهرست رسمی ائتلاف، این نمایندگان این حوزه‌ها جزو فهرست ائتلاف اصولگرایان نبوده‌اند: کرج و ساوجبلاغ (۲–۳ نفر)، دزفول، گرمسار،دامغان، بندرعباس (۱ نفر)، قصرشیرین، زابل، خاش، چابهار)، فهرست امید (۳ نفر از افراد نسبت‌داده جزو فهرست نیستند: کازرون، سپیدان، سقز. همچنین ۵ نفر جزو فهرست امید بوده‌اند که مستقل ذکر شده‌اند: زابل (۱ نفر)، فسا (۱ نفر)، قم (۱ نفر)، تفت و میبد، نوشهر. ۲ نفر از ۳مشترک میان دو نیز تنها جزو ائتلاف اصولگرایان ذکر شده‌اند: کنگاور و آستانهٔ اشرفیه. در بابلسر و فریدونکنار نیز برخی رسانه‌ها اشتباه کرده‌بودند)، صدای ملت، جبههٔ اعتدال گرایش‌ها در داخل رسانه‌های اصولگرا ادعا کردند که با بررسی و تماس گرایش نامزدان بیرون فهرست‌ها را نیز مشخص کرده‌اند، چند خبرگزاری خارجی نیز نتیجه‌های مشابهی ارایه کردند) دور دوم: خبرگزاری بی بی سی فارسی آمار نهایی فهرستهای منتخبان دهمین دوره مجلس شورای اسلامی را منتشر کرد. |                         |                          |           |            |            |            |            |            |            |

### دور نخست
دور اول این انتخابات در سراسر ایران با مشارکت حدود ۳۴ میلیون نفر از مردم برگزار شد که معادل ۶۲٪ واجدین شرایط شرکت در انتخابات به‌شمار می‌رفت. مشارکت در تهران حدود ۵۰٪ بود.
در دور اول این انتخابات تکلیف حدود ۲۲۰ کرسی از ۲۹۰ کرسی مشخص شد. فهرست امید و فهرست ائتلاف اصولگرایان رقابت تنگاتنگی داشتند. فهرست امید حدود ۸۶ کرسی و فهرست ائتلاف اصولگرایان حدود ۶۷ کرسی به دست آوردند. فهرست صدای ملت نیز حدود ۱۰ کرسی به دست آورد.
بر پایهٔ آمار بررسی گرایش‌ها از سوی برخی رسانه‌های خبری اصولگرا و خارجی، در مجموع اصولگرایان حدود ۹۲≈۱۰۳ کرسی و اصلاح‌طلبان و اعتدالگرایان حدود ۸۴≈۹۵ کرسی و مستقلان نزدیک به ۲۳≈۴۵ کرسی به دست آوردند. ۵ کرسی نیز سهم اقلیت‌های دینی بود.

### دور دوم
در دور دوم انتخابات مجلس شورای اسلامی لیست امید با ۱۲۲ کرسی در مقابل ۸۰ کرسی اصولگرایان اکثریت نسبی مجلس دهم را از آن خود نمودند.

## میاندوره‌ای
نخستین انتخابات میاندوره‌ای مجلس دهم، هم‌زمان با انتخابات ریاست‌جمهوری دوازدهم و شوراهای پنجم، در ۲۹ اردیبهشت ۱۳۹۶ برگزار شد.
انتخابات برای تعیین نمایندگان حوزه‌های اصفهان، اهر و هریس، مراغه و عجب‌شیر، بندرلنگه و بستک و پارسیان انجام شد.
در انتخابات سال ۹۴، رأی سه نفر ابطال شده‌بود و نمایندهٔ مراغه درگذشته‌بود.
| حوزهٔ انتخاباتی            | داوطلب             | گرایش سیاسی | فهرست/حمایت | مجموع رای‌ها | رأی‌های درست | شمار رأی | درصد   | نتیجه |
| ------------------------- | ------------------ | ----------- | ----------- | ----------- | ----------- | -------- | ------ | ----- |
| اصفهان                    | حسن کامران دستجردی | اصولگرا     | بی فهرست    |             | ۶۹۶٬۷۵۵     | ۲۴۲٬۸۸۹  | ۳۴٫۸۶٪ | برنده |
| اهر و هریس                | بیت‌الله عبداللهی   | اصلاح‌طلب    | امید        |             | ۲۳٬۱۴۴      | ۱۰۲٬۳۹۰  | ۲۲٫۶۰٪ | برنده |
| مراغه و عجب‌شیر            | علی جلیلی شیشوان   | مستقل       |             |             | ۱۵۳٬۴۰۸     | ۳۳٬۷۱۵   | ۲۱٫۹۸٪ | برنده |
| بندرلنگه و بستک و پارسیان | ناصر شریفی         | اصولگرا     | اصولگرایان  |             | ۳۸٬۷۹۹      | ۱۲۰٬۲۲۷  | ۳۲٫۲۷٪ | برنده |

## پی‌نوشت
1. ↑  ۳از کرسی ابطال‌شده و یک نمایندهٔ درگذشته پیش از آغاز دوره، ۴ کرسی در مجموع در انتخابات میاندوره‌ای ۲۹ اردیبهشت ۹۶ برگزار شد